# Arteriola interlobel·lar del ronyó
El primer conjunt de vasos sanguinis renals, les arterioles o artèries interlobel·lars, es desprenen en angle recte des del costat de les artèries arcuades i es dirigeixen directament a l'exterior entre els raigs medul·lars de la substància cortical del ronyó per aconseguir la túnica fibrosa, on acaben en la xarxa capil·lar d'aquesta part. Aquestes no s'anastomosen entre si, sinó que són terminals. En el seu curs cap a l'exterior emeten branques laterals, que són els vasos aferents per als corpuscles renals.